# Дюбрёй, Эрнест
Жак Пьер Эрнест Дюбрёй (фр. Jacques Pierre Ernest Dubreuil; 19 сентября 1830, Пуатье — 28 апреля 1886, Нёйи-сюр-Марн) — французский либреттист и музыкальный критик.

## Биография
Автор либретто к ряду комических опер и оперетт второстепенных композиторов, от Фирмена Берника до Андре Мессаже. Предполагавшееся сотрудничество Дюбрёя с Жоржем Бизе так и не состоялось: написанное для Гуно либретто «Николя Фламель», о средневековом французском алхимике, в конце концов было положено на музыку Эдмоном Шеруврье.
Выступал как музыкальный обозреватель во французских и бельгийских газетах и журналах, в том числе в L’Evenément (где некоторое время исполнял обязанности секретаря редакции), Liberté, Le Soir, Le Petit National, L'Étoile belge, Revue moderne, частично под собственным именем, частично под псевдонимом Пьер дю Круази (фр. Pierre du Croisy).
К концу жизни потерял рассудок и умер в психиатрической больнице Виль-Эврар недалеко от Парижа.